# لورا برترام
لورا برترام هي ممثلة كندية، ولدت في 5 سبتمبر 1978 في تورونتو في كندا.

## أعمال

### أفلام
- (2011) 50/50[3]

### مسلسلات
- كان ياما كان

## وصلات خارجية
- لورا برترام على موقع IMDb (الإنجليزية)
- لورا برترام على موقع ألو سيني (الفرنسية)
- لورا برترام على موقع أول موفي (الإنجليزية)
- لورا برترام على موقع قاعدة بيانات الأفلام السويدية (السويدية)
- لورا برترام على موقع قاعدة بيانات الفيلم (الإنجليزية)
- لورا برترام على موقع كينوبويسك (الروسية)